# Viloria de Rioja
Viloria de Rioja är en kommun i Spanien.   Den ligger i provinsen Provincia de Burgos och regionen Kastilien och Leon, i den norra delen av landet, 230 km norr om huvudstaden Madrid. Staden var år 1019 födelseplats för Dominicus av Landsvägen.